# Ouija-bräda

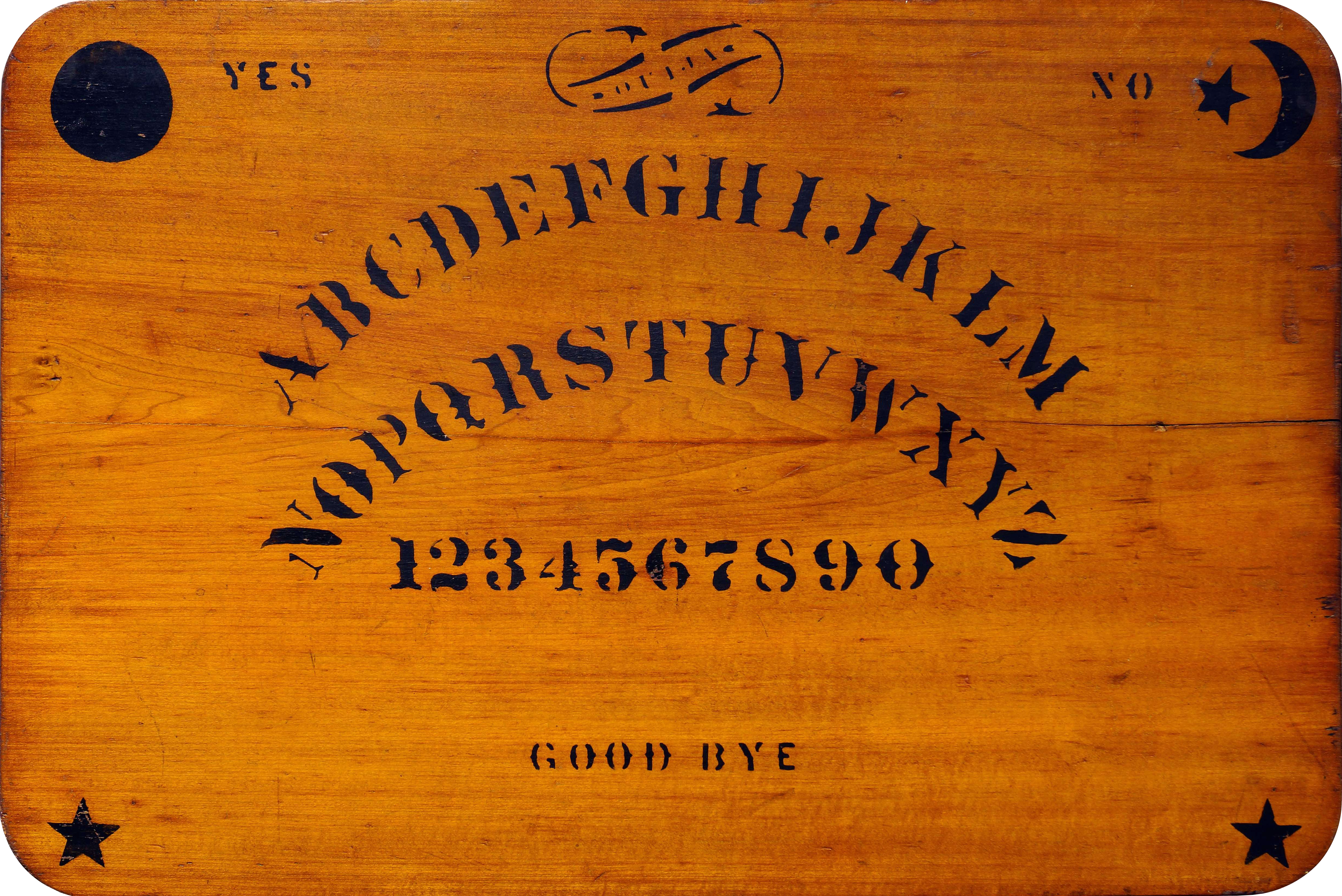
Ouija-bräda från slutet av 1800-talet.

Ouija-bräde är en platta, vanligen av trä, med alfabetets bokstäver inpräntade, och används för att kontakta andar.
Namnet Ouija är ett varumärke som ägs av leksakstillverkaren Parker Brothers, som även äger varumärken som Monopol, Cluedo och Risk. Ouija-bräde har blivit ett varumärkesord, det vill säga en benämning på den här typen av verktyg oavsett vem som tillverkar dessa eller vad tillverkaren kallar dem.
Skeptiker menar att mekanismen bakom består av den ideomotoriska effekten.